# Collège Oriental d'Eichstätt

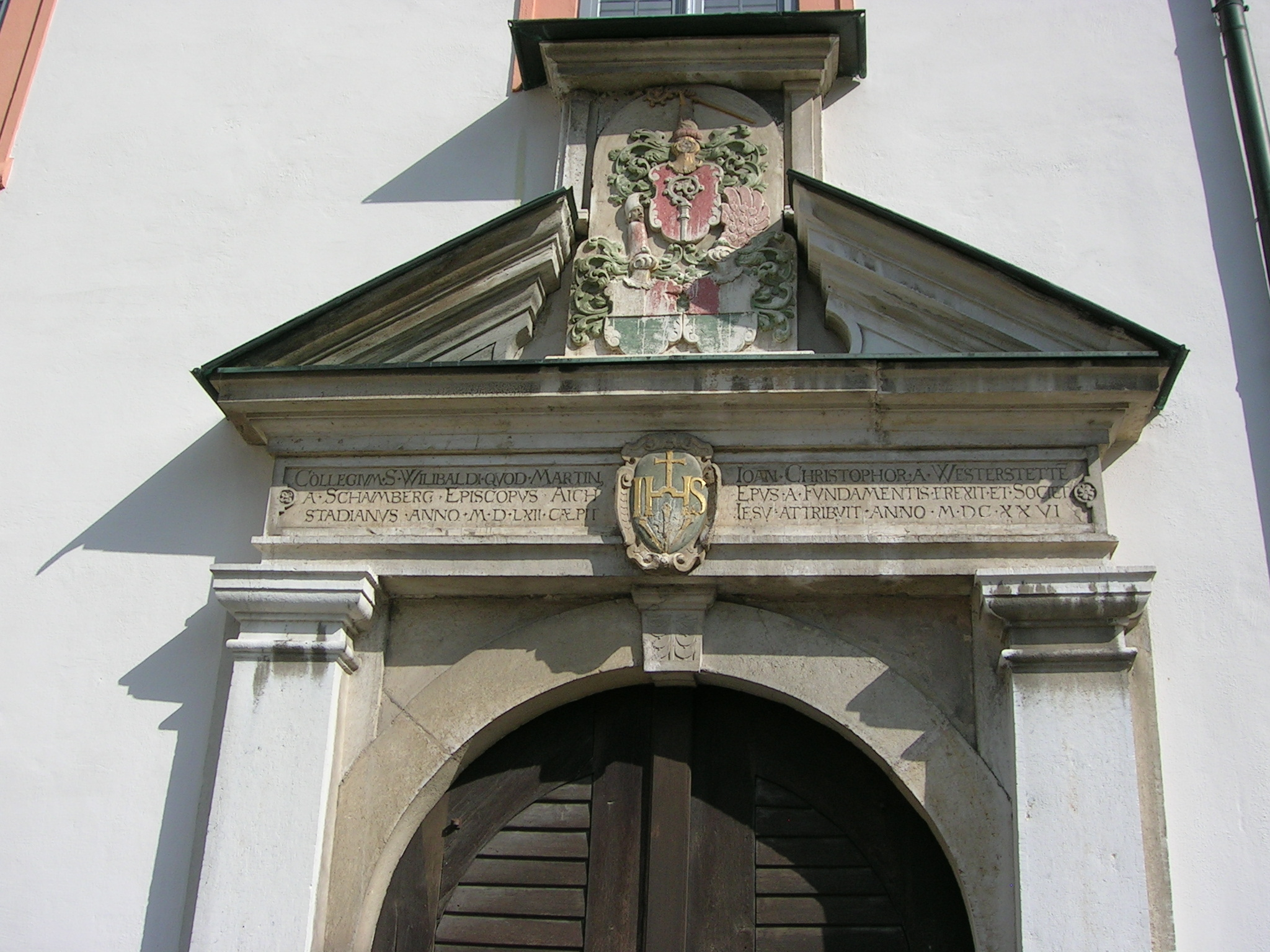
Grande entrée du Collège oriental, aux armes du cardinal von Schaumburg.

Le Collège Oriental d'Eichstätt (officiellement : Collegium Orientale, abrégé COr) est un grand séminaire pour la formation des futurs prêtres et pour les études du troisième cycle des séminaristes et prêtres des différents Églises orientales. Il est situé à Eichstätt, une ville en Bavière en Allemagne. Dans le monde entier, le Collège Oriental est le seul séminaire qui accepte des candidats des différentes Églises d'Orient. Pour cette raison, et par dérogation, c'est le seul séminaire catholique accueillant des prêtres mariés avec leurs familles. 

## Histoire
Le Collège Oriental d'Eichstätt a été fondé le 1er septembre 1998 sous la direction de l'archimandrite Andreas Thiermeyer, un prêtre diocésain du diocèse d'Eichstätt. Le Collège est une institution indépendante du diocèse d'Eichstätt : il se trouve dans les locaux du séminaire diocésain (Collegium Willibaldinum).

## Situation actuelle
De nos jours, le Collège Oriental accueille 40 étudiants des différentes Églises grecques-catholiques (Ukraine, Slovaquie, Hongrie, Pologne et Syrie), de l'Église maronite, syro-malankare et syro-malabare. Les candidats des Églises orthodoxes et des Églises orthodoxes orientales viennent d'Ukraine, de la Géorgie et de l'Arménie. Les collégiates font leurs études à l'Université catholique d'Eichstätt-Ingolstadt. Un typicon particulier règle la vie communautaire du Collège, qui possède sa propre revue semestrielle, ContaCOr .  
Le Collège Oriental est dirigé par l’archiprêtre Oleksandr Petrynko (Ukraine), et le vice-recteur, l'archimandrite Thomas Kremer (Allemagne). Le P. Ivan Kachala en est le père spirituel.